# فهرست ناوهای هواپیمابر روسیه و اتحاد شوروی
فهرست ناوهای هواپیمابر روسیه و اتحاد شوروی شامل تمام ناوهای هواپیمابری است که ارائه، طراحی، ساخته شده توسط شوروی و روسیه است. همچنین نمایانگر رده خارج شدن یا در حال فعالیت بودن آن‌هاست. با این وجود هیچ یک از ناوهای فهرست‌شده به معنای واقعی یک «ناو هواپیمابر» نبوده‌اند (البته به جز یکی که هرگز ساخته نشد: ناو هواپیمابرِ «اولیانوفسک»).
| نام                                 | کلاس                  | گونه                   | آغاز فعالیت | خارج شدن از رده | توضیحات |
| ----------------------------------- | --------------------- | ---------------------- | ----------- | --------------- | --- |
| ماسکوا                              | کلاسِ ماسکوا           | ناو هلیکوپتربر         | ۱۹۶۷        | ۱۹۹۶            | |
| لنینگراد                            | کلاسِ ماسکوا           | ناو هلیکوپتربر         | ۱۹۶۹        | ۱۹۹۱            | |
| کیف                                 | کلاسِ کیف              | رزمناو هواپیمابر شوروی | ۱۹۷۵        | ۱۹۹۳            | به شرکتی چینی فروخته شد. سپس تبدیل به پارک نمایشی برای ادوات نظامی و سپس به هتل تبدیل شد.                                        |
| میسنک                               | کلاسِ کیف              | رزمناو هواپیمابر شوروی | ۱۹۷۸        | ۱۹۹۳            | برای ضایعات فروخته شد. سپس به شرکتی چینی به عنوان قطعه‌ایی برای موزه فروخته شد.                                                   |
| ناورسیسک                            | کلاسِ کیف              | رزمناو هواپیمابر شوروی | ۱۹۸۲        | ۱۹۹۳            | در پوهانگ کره جنوبی و در سال ۱۹۹۷ اسقاط شد.                                                                                      |
| آدمیرالِ نیروی دریایی شوروی گورشکوف  | کیف                   | رزمناو هواپیمابر شوروی | ۱۹۸۷        | ۱۹۹۶            | به هند فروخته شد. |
| آدمیرال نیروی دریایی شوروی کوزنتسوف | کلاس آدمیرال کوزنتسوف | رزمناو هواپیمابر       | ۱۹۹۱        |                 | در حال خدمت در نیروی دریایی روسیه                                                                                                |
| واریاگ                              | کلاس آدمیرال کوزنتسوف | رزمناو هواپیمابر       |             |                 | هرگز از سوی شوروی کامل نشد. از طرف اوکراین به چین فروخته شد. در ۲۰۱۲ کامل شد و به‌عنوان اولین ناو هواپیمابر چین به آب انداخته شد. |
| اولیانوفسک                          | کلاسِ اولیانوفسک       | رزمناو هواپیمابر       |             |                 | هرگز کامل نشد و در زمانِ شوروی اسقاط شد.                                                                                          |

## پیوند
- پرسپکتیوِ ناو هواپیمابر (به روسی)
- ناوهای هواپیمابر